# Psammobates
Genre
Synonymes
- Chersinella Gray, 1870

Psammobates est un genre de tortues de la famille des Testudinidae.

## Répartition
Les trois espèces de ce genre se rencontrent dans le sud de l'Afrique.

## Liste des espèces
Selon TFTSG (27 juin 2011) :
- Psammobates geometricus (Linnaeus, 1758) — Tortue géométrique
- Psammobates oculiferus (Kuhl, 1820) — Tortue ocellée
- Psammobates tentorius (Bell, 1828) — Tortue bosselée

## Publication originale
- Fitzinger, 1835 : Entwurf einer systematischen Anordnung der Schildkröten nach den Grundsätzen der natürlichen Methode. Annalen des Wiener Museums der Naturgeschichte, vol. 1, p. 105-128 (texte intégral).